# Kissidougou
Kissidougou és una població de Guinea a 600 km de Conakry, a la regió de Faranah, a 117 km al sud-est de Faranah. És capital de la prefectura de Kissidougou. La població al cens de 1996 era de 66.028 habitants i de 119.909 habitants el 2008 amb un creixement anual del 5,10%. La majoria de la població és kissi, però també hi ha un nombre considerable de mandings, maninkes, leles, kourankos i altres. És la sisena vila més poblada de Guinea després de Conakry, Nzérékoré, Gueckedou, Kankan et Kindia i just abans de Boké.
Als anys 1890 els francesos hi van tenir una posició militar contra Samori Turé.